# Fernando Osorio Cuenca
Fernando Osorio Cuenca (Chaparral, Tolima; 20 de agosto de 1946) es un político y economista colombiano. Se desempeñó Gobernador del departamento de Tolima entre 2006 y 2008, por el Partido Liberal.

## Biografía
Fernando Osorio estudió en el Colegio Americano de Barranquilla. Es economista, con Magíster en Administración de la Universidad INCCA de Colombia. Fue director ejecutivo del Comité de Cafeteros del Tolima, director de relaciones Industriales y Jefe de personal de Federacafé y fundador de la emisora Ambeima estéreo de Chaparral, así como docente, periodista, historiador, investigador, consultor y analista político.

## Gobernador del Tolima
Como candidato Liberal a la Gobernación fue interceptado por varios hombres de civil que se identificaron como integrantes del grupo terrorista de las FARC, en el perímetro urbano del corregimiento de Playarrica, municipio de San Antonio, cuando se dirigía al cierre de campaña en esta localidad y fue secuestrado por 7 horas junto a su hija.  Hacia las once de la noche el candidato fue dejado en libertad y regresó en la madrugada a Ibagué.
Fernando Osorio, del Partido Liberal y quien fue respaldado por el Polo Democrático Independiente disputó la gobernación del Tolima con Óscar Barreto. Osorio, con más de 95.878 votos fue elegido como gobernador en unas elecciones atípicas pues la elección de Jorge García Orjuela, fue anulada por el Consejo de Estado, tras considerar que estaba inhabilitado debido a que su hermano Luis Fernando García era gerente en Tolima de la empresa estatal Minercol, cuando él era candidato.

### Suspensión e inhabilidad
A Fernando Osorio la Procuraduría General de la Nación lo encontró responsable disciplinariamente por violar la Ley de Garantías Electorales, al haber modificado la nómina del departamento dentro de los cuatro meses anteriores a la elección de congresistas del año 2006. 
En primera instancia, mediante fallo del 2 de noviembre de 2010 proferido por la Procuraduría Delegada para la Vigilancia Administrativa , Osorio Cuenca fue sancionado con suspensión e inhabilidad para ejercer funciones públicas por un año, sanción que fue convertida en 12 meses de salario, correspondiente a la suma de $42.833.652 millones. Fernando Osorio apeló dicha providencia y luego la segunda instancia en cabeza de la Sala Disciplinaria de la Procuraduría General de la Nación, dispuso retirar la inhabilidad y sancionarlo con suspensión de seis meses, conmutable por los seis meses de salario que devengaba cuando era del Tolima.

## Controversias

### Encuentros con las FARC
La revista Cambio reveló que agencias de seguridad del Estado le entregaron al entonces presidente Álvaro Uribe, en marzo del 2000, informes en los que se detallan los encuentros del mandatario y de algunos de sus colaboradores con terroristas.Según los informes, hay compromisos concretos del Gobernador Osorio Cuenca con las Farc. Uno de ellos es la promoción de los diálogos regionales, la apertura de laboratorios de paz cuya ubicación coincidiría con áreas de repliegue estratégico de las columnas y el retiro del Ejército del Cañón de Las Hermosas", dice la revista Cambio.

También se relacionan varios casos en los que Osorio Cuenca habría sido portador de mensajes de las FARC. Uno de ellos, en junio del 2002, cuando era director ejecutivo del Comité de Cafeteros del Tolima y fue al diario regional El Nuevo Día de Ibagué para prevenir a los periodistas sobre un posible atentado de esa guerrilla. 
"Donald, jefe del frente 21, me dijo que si ustedes lo siguen atacando habrá muertos y no dudará en volar el periódico": Fernando Osorio 
El periódico local Tolima 7 Días denunció la presencia de hermana de Olivo Saldaña, integrante de la banda terrorista FARC, en su residencia, el entonces mandatario se declaró perseguido por el grupo armado. Aseguró que sus inconvenientes empezaron desde que era directivo del Comité de Cafeteros y aceptó sus encuentros con terroristas como Jerónimo, Raúl Reyes y Olivo Saldaña.
Según Osorio los encuentros se debían a un proyecto de sustitución de cultivos ilícitos por de campesinos, quienes no habrían cumplido y "se quejaron con las FARC" quienes presionaron a Osorio Cuenca para reactivar el programa.

### Convenio con la Universidad del Magdalena
En su gobierno se firmó un convenio con la Universidad del Magdalena para que hiciera la recepción virtual de los impuestos y rentas del departamento. El contrato, tenía un término a 20 años y con cláusulas cuestionables, que podría mover valores superiores a los 2 billones de pesos. Así, Unimagdalena manejaría los ingresos que pagan cada años los tolimenses. El gobernador entrante Óscar Barreto anuló este contrato.